# 위험한 관계 (1999년 드라마)
《위험한 관계》(일본어: 危険な関係)는 1999년 10월 14일부터 12월 23일까지 후지 TV에서 방송된 일본의 텔레비전 드라마이다.

## 등장 인물
- 우오즈미 신지 (36세) - 토요카와 에츠시
- 하야미 유토시코 (28세) - 후지와라 노리카
- 카와세 타카오 (26세) - 이나가키 고로
- 와카바야시 치히로 (25세) - 시노하라 료코
- 미야베 아카츠키 (14세) - 야마시타 토모히사
- 사쿠라바 쿄코 (23세) - 키쿠카와 레이
- 노노무라 쇼이치 (45세) - 모로 모로오카
- 후지시로 나츠에 (21세) - 스가와라 토시미
- 카니에 킨야 (47세) - 타쿠보 잇세이
- 유키 도시노리 - 오하라 마사토
- 오사와 형사 (44세) - 나카마루 신쇼
- 우메모토 관리관 (44세) - 오기 시게미츠
- 쿠리하라 상무 (50세) - 야마다 메이쿄
- 사코다 히토미 (34세) - 도코시마 요시코
- 츠즈키 아야코 (40세) - 요 키미코
- 츠즈키 유이치로 (36세) - 이시구로 켄

## 제작진
- 각본 : 이노우에 유미코
- 연출 : 나카에 이사오, 기무라 타츠아키, 미즈타 나리히데
- 제작 : 야마구치 마사토시
- 주제가 : 이데 마리코 - 〈THERE MUST BE AN ANGEL (PLEASE WITH MY HEART)〉
- 음악 : 요시마타 료 , 코우즈 히로유키

## 방송일 및 부제·시청률
| 각 화                                                     | 방송일           | 부제 (원제)                   | 연출            | 시청률 |
| --------------------------------------------------------- | ---------------- | ----------------------------- | --------------- | ------ |
| 제1화                                                     | 1999년 10월 14일 | 운명의 만남                   | 나카에 이사오   | 15.5%  |
| 제2화                                                     | 1999년 10월 21일 | 화려한 거짓말과 유혹          | 나카에 이사오   | 17.7%  |
| 제3화                                                     | 1999년 10월 28일 | 영광과 전락의 발판            | 기무라 타츠아키 | 14.1%  |
| 제4화                                                     | 1999년 11월 4일  | 이름 없는 당신                | 니시자카 미즈키 | 13.8%  |
| 제5화                                                     | 1999년 11월 11일 | 당신은 가짜!                  | 나카에 이사오   | 16.6%  |
| 제6화                                                     | 1999년 11월 18일 | 아니잖아! 다른사람의 사진     | 기무라 타츠아키 | 13.6%  |
| 제7화                                                     | 1999년 11월 25일 | 모두 전부 폭로해주겠어!       | 나카에 이사오   | 12.7%  |
| 재8화                                                     | 1999년 12월 2일  | 동급생? 게다가 동일 인물이다! | 가토 유스케     | 14.3%  |
| 제9화                                                     | 1999년 12월 9일  | 죽지않았다!                   | 기무라 타츠아키 | 12.9%  |
| 제10화                                                    | 1999년 12월 16일 | 너무 위험한 사랑              | 나카에 이사오   | 13.6%  |
| 최종화                                                    | 1999년 12월 23일 | 안녕히 사랑하는 사람아        | 나카에 이사오   | 12.4%  |
| 평균 시청률 14.3% (시청률은 간토 지방 비디오 리서치 조사) |                  |                               |                 |        |

| 후지 TV 목요극장               | 후지 TV 목요극장                      | 후지 TV 목요극장                 |
| 이전 작품                      | 작품명                                | 다음 작품                        |
| ------------------------------ | ------------------------------------- | -------------------------------- |
| 라센 (1999.07.01 - 1999.09.23) | 위험한 관계 (1999.10.14 - 1999.12.23) | 브랜드 (2000.01.13 - 2000.03.23) |